# Cleidopus gloriamaris
El Cleidopus gloriamaris o pez piña (en inglés, pineapplefish) es una especie de pez de la familia Monocentridae, miembro único de su género. Por las escamas en forma de armadura que le recubren el cuerpo, a veces se le llama en inglés también knightfish (pez caballero) o coat-of-mail fish (pez cota de malla); en otras regiones se lo llama en inglés port-and-starboard light fish (pez lámpara de babor y estribor), ya que posee un par de órganos bioluminiscentes que se asemejan a las luces de navegación de los barcos. Su epíteto o nombre específico proviene de la  frase en latín gloria maris, que significa "gloria del mar".

## Distribución y hábitat
El pez piña es un pez nativo de las aguas costeras de Queensland, Nueva Gales del Sur, y Australia Occidental. Habita a profundidades entre 6 y 200 metros en arrecifes y ensenadas.

## Descripción

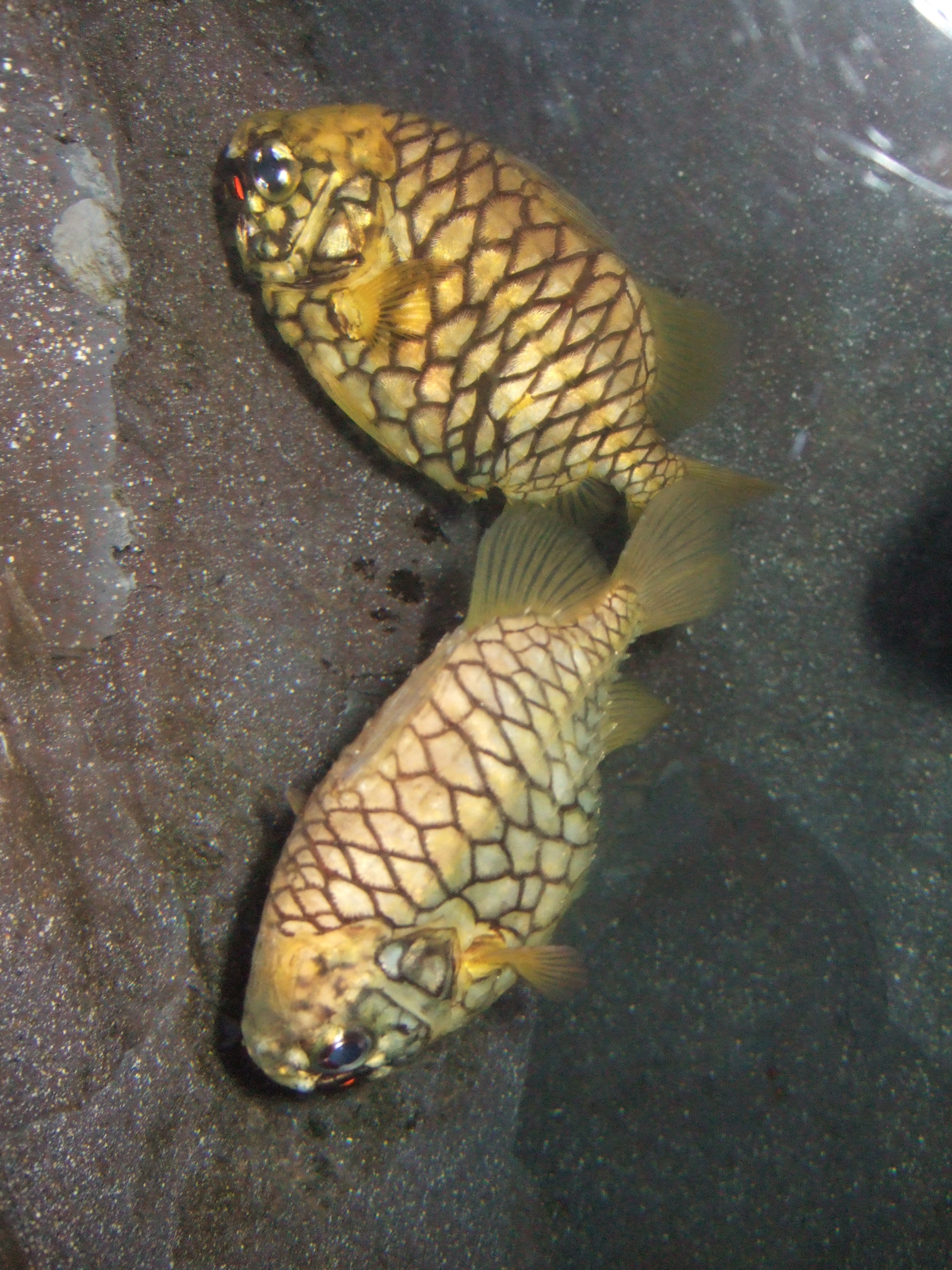
Dos peces piña en el Sydney Aquarium.

El pez piña alcanza una longitud de 22 cm. Posee un cuerpo macizo, y redondeado casi completamente recubierto de escamas grandes y gruesas provistas de espinas afiladas orientadas hacia atrás. Su cabeza es grande, con cavidades mucosas  rodeadas de bordes rugosos, y está provista de huesos grandes. El hocico es chato y rebasa por lo alto la amplia boca. Los dientes son muy pequeños y delgados, y se encuentran en sus mandíbulas, paladar y vómer. En las proximidades de la boca posee dos cavidades en la mandíbula inferior donde se alojan bacterias bioluminiscentes, que no se pueden observar cuando tiene la boca cerrada. Este fotóforo es de tono verde en los ejemplares jóvenes y enrojece al alcanzar la madurez. La primera aleta dorsal posee de 5 a 7 espinas grandes; las espinas apuntan alternadamente a la derecha y a la izquierda. La segunda aleta dorsal posee 12 rayos blandos. Cada aleta pélvica contiene una espina grande, casi del tamaño de la cabeza, y de 3 a 4 rayos rudimentarios. Puede poner erecta la espina pélvica en un ángulo recto respecto a su cuerpo. La aleta anal contiene de 11 a 12 rayos y las aletas pectorales, de 14 a 15 rayos.
Las escamas del pez piña, de un tono amarillo blancuzco con bordes posteriores negros, forman el dibujo característico que le da al pez su nombre. Los labios, mentón, y partes de su mandíbula son negros. Posee una franja roja en la mandíbula inferior que llega hasta el fotóforo. Esta especie se parece mucho a ciertos peces del género Monocentris, dentro del cual lo colocan algunos autores. El Cleidopus se diferencia del Monocentris por tener un hueso preorbital angosto y por la posición de sus órganos luminosos, que en el Monocentris están cerca del extremo de la mandíbula inferior. Esta especie también se diferencia del Monocentris japonica (pez piña japonés) en que su hocico es más redondeado.

## Biología y ecología
Sus aletas de poca talla y su armadura rígida limitan la movilidad del pez piña, que es mal nadador. Especie nocturna, mora dentro de cuevas y bajo salientes rocosas durante el día. En la reserva acuática de Fly Point Halifax en Nueva Gales del Sur, está documentada la presencia de un grupito de peces piña bajo la misma saliente durante al menos 7 años, y de otro grupo bajo una saliente distinta durante 3 años. De noche, esta especie se aventura a llanos arenosos para alimentarse, empleando sus órganos luminiscentes para alumbrar camaroncitos. La luz del pez piña, que tal vez le sirva también para comunicarse con sus conespecíficos, es producida por colonias simbióticas de la bacteria Vibrio fischeri dentro de sus fotóforos. La V. fischeri se encuentra también viviendo libre en agua marina y es soltada naturalmente de los fotóforos del pez piña. La luminiscencia de las bacterias, sin embargo, se atenúa horas después de su liberación. Esta especie ha vivido hasta 10 años en cautiverio.

## Relaciones con el hombre
El pez piña es moderadamente común en aguas profundas, pero debido a su naturaleza esquiva, durante cierto periodo posterior a su descubrimiento fue conocido únicamente por especímenes arrojados a la playa por tormentas. Este pez a veces es recogido por arrastreros comerciales y es muy buscado por los acuariófilos. Es muy aguantador, pero hay que darle sitios rocosos donde esconderse y alimento vivo.